# Яра (комуна)
Яра (рум. Iara) — комуна у повіті Клуж в Румунії. До складу комуни входять такі села (дані про населення за 2002 рік):
- Агріш (510 осіб)
- Борзешть (73 особи)
- Буру (219 осіб)
- Валя-Агрішулуй (26 осіб)
- Валя-Вадулуй (53 особи)
- Какова-Єрій (519 осіб)
- Лунджешть (61 особа)
- Машка (224 особи)
- Мегура-Єрій (58 осіб)
- Околішел (171 особа)
- Сурдук (363 особи)
- Феджету-Єрій (336 осіб)
- Яра (2091 особа) — адміністративний центр комуни

Комуна розташована на відстані 309 км на північний захід від Бухареста, 25 км на південь від Клуж-Напоки.

## Населення
За даними перепису населення 2002 року у комуні проживали 4704 особи.
Національний склад населення комуни:
| Національність | Кількість осіб | Відсоток |
| -------------- | -------------- | -------- |
| румуни         | 4266           | 90,7%    |
| цигани         | 283            | 6,0%     |
| угорці         | 149            | 3,2%     |
| німці          | 5              | 0,1%     |
| поляки         | 1              | < 0,1%   |

Рідною мовою назвали:
| Мова      | Кількість осіб | Відсоток |
| --------- | -------------- | -------- |
| румунська | 4416           | 93,9%    |
| циганська | 146            | 3,1%     |
| угорська  | 140            | 3,0%     |
| німецька  | 2              | < 0,1%   |

Склад населення комуни за віросповіданням:
| Релігія                                       | Кількість осіб | Відсоток |
| --------------------------------------------- | -------------- | -------- |
| православні                                   | 4041           | 85,9%    |
| п'ятдесятники                                 | 152            | 3,2%     |
| греко-католики                                | 81             | 1,7%     |
| не релігійні                                  | 55             | 1,2%     |
| реформати                                     | 49             | 1,0%     |
| унітарії                                      | 41             | 0,9%     |
| римо-католики                                 | 38             | 0,8%     |
| баптисти                                      | 14             | 0,3%     |
| атеїсти                                       | 5              | 0,1%     |
| мусульмани                                    | 1              | < 0,1%   |
| лютерани (Синодально-пресвітеріанська церква) | 1              | < 0,1%   |
| не вказали релігію                            | 3              | 0,1%     |